# Sékou Oumar Drame
Sékou Oumar Drame (Conakry, 21 dicembre 1973) è un ex calciatore guineano, di ruolo difensore.

## Carriera

### Club
Ha cominciato a giocare allo Stade d'Abidjan. Nel 1995 è passato all'Horoya. Nel 1996 è stato acquistato dal Lech Poznań. Nel gennaio 1998 è stato ceduto a titolo temporaneo al Dyskobolia. Nell'estate 1998 è tornato al Lech Poznań. Nel 1999 è passato al Wisła Płock. Nel 2000 è passato all'KSZO Ostrowiec Świętokrzyski. Nel 2001 si è trasferito al CA Bastia. Nel gennaio 2003 è stato acquistato dall'Al-Ittihad. Nell'estate 2003 si è trasferito al Dubai Club. Nel 2004 ha giocato al PKT Bontang. Ha concluso la propria carriera nel 2006, dopo aver giocato allo Sriwijaya.

### Nazionale
Ha debuttato in Nazionale nel 1993. Ha partecipato, con la Nazionale, alla Coppa d'Africa 2004.